# Kupa na Bălgarija 2016-2017
La Coppa di Bulgaria 2016-2017 è stata la 95ª edizione del torneo. La competizione è iniziata il 20 settembre 2016 e si è conclusa il 24 maggio 2017 con la finale. La competizione è stata vinta dal Botev Plovdiv, al suo terzo titolo.

## Sedicesimi di finale
| Squadra 1         | Risultato         | Squadra 2         |
| ----------------- | ----------------- | ----------------- |
| 20 settembre 2016 |                   |                   |
| Levski Karlovo    | 0 – 2             | Vereja            |
| Spartak Pleven    | 2 – 3             | OFK Pirin         |
| Etăr              | 1 – 1 (3-4 d.c.r) | Neftohimik Burgas |
| Botev Gălăbovo    | 2 – 3             | Montana           |
| Botev Vraca       | 0 – 4             | Ludogorec         |
| Čern. Balčik      | 2 – 5             | Lokomotiv Plovdiv |
| 21 settembre 2016 |                   |                   |
| Vitoša Bistrica   | 1 – 1 (7-8 d.c.r) | Dunav Ruse        |
| Nesebăr           | 1 – 2             | Pomorie           |
| Bansko            | 0 – 1             | Sozopol           |
| Septemvri Sofia   | 2 – 0             | Beroe             |
| Lokomotiv Sofia   | 2 – 1             | CSKA Sofia        |
| Rozova Dolina     | 1 – 2             | Černo More Varna  |
| Pirin Goce Delčev | 3 – 6             | Botev Plovdiv     |
| Liteks Loveč      | 2 – 0             | Slavia Sofia      |
| 22 settembre 2016 |                   |                   |
| Oborište          | 2 – 0             | Lokomotiv GO      |
| Carsko Selo       | 0 – 2             | Levski Sofia      |

## Ottavi di finale
| Squadra 1         | Risultato         | Squadra 2         |
| ----------------- | ----------------- | ----------------- |
| 25 ottobre 2016   |                   |                   |
| Septemvri Sofia   | 0 – 2             | Dunav Ruse        |
| Lokomotiv Plovdiv | 6 – 0             | Oborište          |
| Montana           | 0 – 4             | Ludogorec         |
| 26 ottobre 2016   |                   |                   |
| Liteks Loveč      | 1 – 1 (4-2 d.c.r) | Lokomotiv Sofia   |
| Levski Sofia      | 2 – 3 (d.t.s)     | Černo More Varna  |
| 27 ottobre 2016   |                   |                   |
| Sozopol           | 0 – 1             | OFK Pirin         |
| Vereja            | 1 – 0             | Pomorie           |
| Botev Plovdiv     | 3 – 0             | Neftohimik Burgas |

## Quarti di finale
| Squadra 1         | Risultato         | Squadra 2        |
| ----------------- | ----------------- | ---------------- |
| 4 aprile 2017     |                   |                  |
| OFK Pirin         | 0 – 1             | Botev Plovdiv    |
| 5 aprile 2017     |                   |                  |
| Liteks Loveč      | 1 – 1 (5-3 d.c.r) | Černo More Varna |
| Lokomotiv Plovdiv | 0 – 4             | Ludogorec        |
| 6 aprile 2017     |                   |                  |
| Vereja            | 2 – 0             | Dunav Ruse       |

## Semifinali
| Squadra 1           | Totale | Squadra 2     | Andata | Ritorno |
| ------------------- | ------ | ------------- | ------ | ------- |
| 18 / 27 aprile 2017 |        |               |        |         |
| Ludogorec           | 11 – 0 | Liteks Loveč  | 4 – 0  | 7 – 0   |
| 19 / 26 aprile 2017 |        |               |        |         |
| Vereja              | 1 – 2  | Botev Plovdiv | 0 – 1  | 1 – 1   |

## Finale
| Arbitro: | Popov |

|            |           |                       |
| Keșerü 80’ | Marcatori | 44’ Kossoko 52’ Vutov |